# Sant'Angelo a Montorzo
Sant'Angelo a Montorzo è una località del comune di San Miniato, in provincia di Pisa, Toscana.
La località è composta dai due piccoli nuclei di Sant'Angelo (59 m s.l.m., 60 abitanti) e di Montorzo (54 m s.l.m., 23 abitanti) e altre case sparse, situati nel territorio dell'ex borgo di San Genesio, tra le frazioni di La Scala e di Ponte a Elsa. È inserita nel territorio della frazione La Scala.

## Storia
Il borgo si sviluppa nel luogo dell'antico castello di Montorzo, detto anche Mont'Orso o Montarso, ricordato nella bolla di papa Celestino III del 1194 e nell'estimo delle chiese della diocesi di Lucca del 1260, dove è menzionata la chiesa parrocchiale di Santa Margherita, dipendente dal piviere di San Genesio. Nelle Cronache samminiatesi di Giovanni Lelmi si legge che a Montarso erano stati uccisi nel 1317 per rappresaglia tre ghibellini.
Nel 1551 sono censiti a Montorzo 71 abitanti, poi aumentati a 262 nel 1745 e a 465 nel 1833.
Tra il XIX e il XX secolo il borgo di Montorzo tuttavia si spopolò, ma già dal XVIII secolo era venuto a formarsi un secondo nucleo dirimpetto al primo, con il nome di Sant'Angelo. L'intera località assunse così il nome di Sant'Angelo a Montorzo.

## Monumenti e luoghi d'interesse

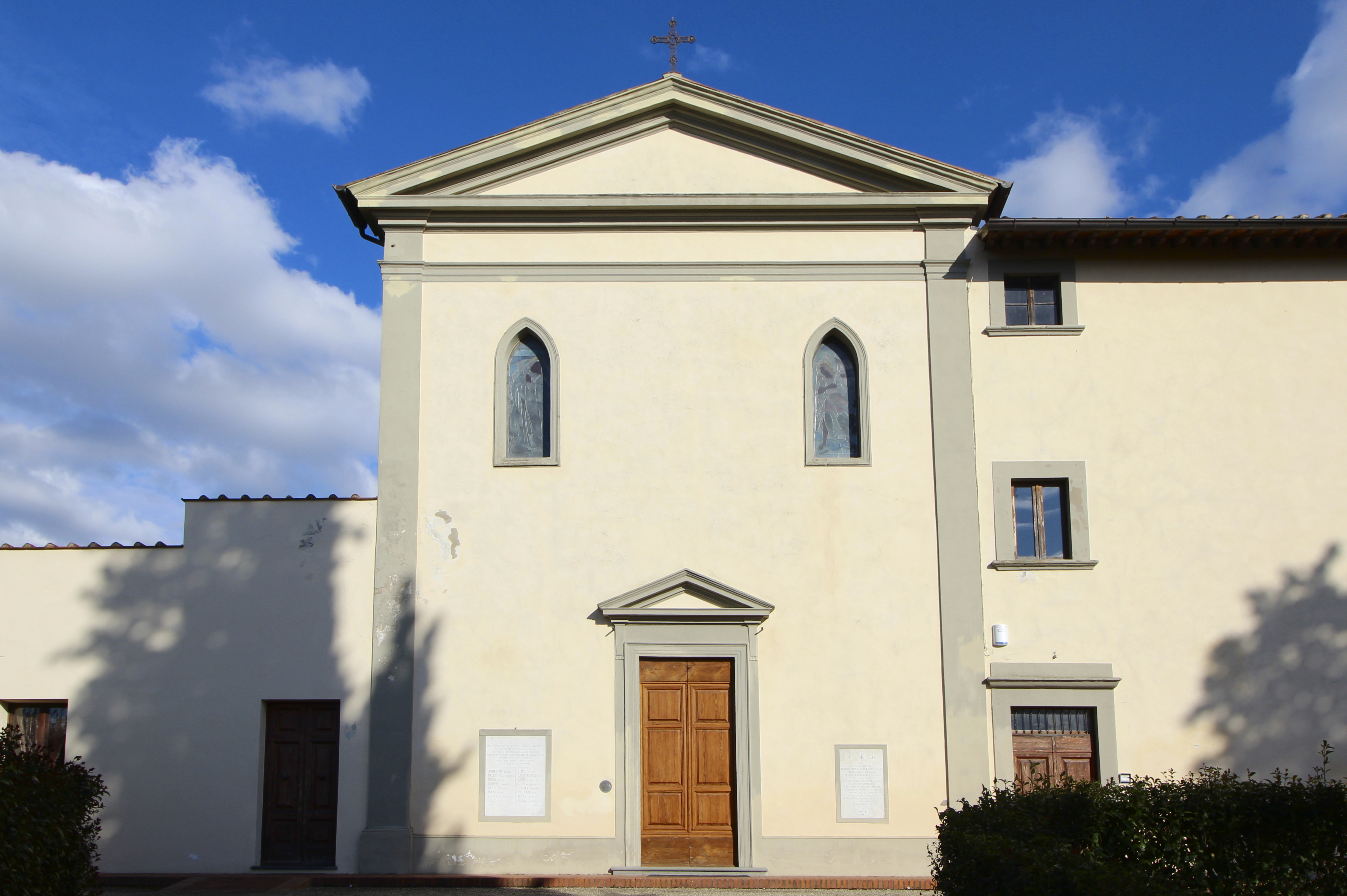
La chiesa di San Michele Arcangelo

La chiesa parrocchiale di San Michele Arcangelo si trova presso il nucleo di Sant'Angelo, che fu patronato della famiglia Mercati. Nel 1759 ne divenne rettore Giovanni Battista Landeschi. La chiesa fu ristrutturata completamente nel 1888 e il campanile venne eretto nel 1875. La canonica risale invece al 1710.
La località è servita da un proprio cimitero.